# Ерхартинг
Ерхартинг (њем. Erharting) општина је у њемачкој савезној држави Баварска. Једно је од 31 општинског средишта округа Милдорф ам Ин. Према процјени из 2010. у општини је живјело 921 становника. Посједује регионалну шифру (AGS) 9183116.

## Географски и демографски подаци
Ерхартинг се налази у савезној држави Баварска у округу Милдорф ам Ин. Општина се налази на надморској висини од 390–470 метара. Површина општине износи 13,7 km². У самом мјесту је, према процјени из 2010. године, живјело 921 становника. Просјечна густина становништва износи 67 становника/km².